# Batalla de Cabañas
La batalla de Cabañas fue un intento holandés de capturar la Flota de Indias española en 1638, en el marco de la Guerra de los Ochenta Años. Una gran flota bátava al mando de Cornelius Jol atacó la armada española a la altura de Cuba, pero fue derrotada por los españoles, encabezados por Carlos de Ibarra.

## Flota de Tierra Firme del año 1638
Buques:
7 galeones, 1 patache y 7 mercantes (4 de ellos urcas)
- Capitana. Galeón: San Mateo. 54 cañones. 600 toneladas.

- Almiranta. Galeón: San Marcos. 54 cañones. 860 toneladas. Capitán don Bartolomé de la Riva.

- Galeón: Nuestra Señora del Carmen. 600 toneladas. Sancho de Urdanivia.

- Galeón: Santiago, alias La Gallega. 600 toneladas. Jacinto Meléndez.

- Galeón: San Juan. 600 toneladas. Marqués de Cardeñosa.

- Galeón: Nuestra Señora de Regla. 700 toneladas. Capitán Pablo de Contreras.

- Galeón: Ángel de la Guarda. Juan de Campos.

## Antecedentes
La flota de Tierra Firme al mando de Carlos Ibarra zarpó de Cádiz el 29 de abril de 1638. Salieron algunos mercantes en conserva de la Armada, dado que ese año no salía Flota a Tierra Firme por la crisis financiera. Los buques de Ibarra llegaron a la Isla Tortuga, habitual refugio de filibusteros extranjeros, y allí encontraron sus asentamientos y plantaciones vacíos mientras los piratas estaban ausentes en sus incursiones, por lo que los españoles arrasaron el lugar.
Los holandeses, enterados de esto, enviaron al almirante Jol "Pie de Palo" a las Antillas con intención de capturar la Flota de Indias, zarpando de Texel en mayo de 1638 con 10 galeones grandes. En las Antillas se le unieron otros 16 galeones. En el mes de julio se internó en el canal de Bahama y apareció en las cercanías de La Habana para interceptar las flotas.
La noche del 26 de agosto salió un aviso de La Habana rumbo a Veracruz y llegó a puerto el 2 de septiembre. La Flota de Nueva España de Veracruz, gracias al aviso, logró burlar a los buques enemigos. Sin embargo, el aviso no llegó a tiempo a Cartagena de Indias, donde Ibarra y la flota de Tierra Firme estaban atracados, por lo que éstos salieron de puerto el 7 de agosto sin aviso de la presencia enemiga.

## Batalla
El 30 de agosto divisaron el Pan de Cabañas, alto cerro al oeste de La Habana. A esta altura permaneció el convoy barloventeando por dos días, cuando el vigía del galeón Regla divisó velas enemigas y su capitán descargó su artillería para avisar del peligro. Al amanecer se acercaron por barlovento 17 galeones enemigos en dos formaciones paralelas.
La capitana holandesa, de 54 pieza de artillería, se lanzó junto con otras tres más contra la capitana de Ibarra para intentar el abordaje. Éste, siguiendo la mejor y tradicional táctica española, retuvo el fuego hasta estar pegada a la capitana holandesa, para entonces descargar toda su artillería y arcabucería contra ella. El barco holandés llegó a chocar contra el español antes del fuego, y en la refriega fue herido Ibarra en la cara, brazo y piernas, habiendo en su buque también 25 muertos y 50 heridos. Sin embargo, el navío holandés resultó tan afectado por la descarga española que inmediatamente se alejó, tratando de mantener la distancia. Mientras tanto, la nave almiranta de Pedro Ursúa se enfrentó a su homólogo holandés, sufriendo varios muertos, y cn menos intensidad también lucharon entre sí el resto de los buques de ambas escuadras. Finalmente, tras ocho horas de duro cañoneo entre ambas armadas, los holandeses se retiraron tras haber perdido 7 buques y otros tantos quedar gravemente dañados.
El 3 de septiembre, los holandeses volvían a la carga, en esta ocasión con solo 10 buques de los 17 iniciales contra los 7 galeones españoles, una urca y un patache, limitándose al cañoneo a media distancia. Sabedor de que esta estrategia le permitía aprovechar su ingente número de piezas de artillería y la mayor preparación de sus hombres, el almirante Jols se dedicó durante horas a disparar cañonazos sobre sus enemigos y, especialmente, sobre el bajel de Ibarra. En esta ocasión, la vanguardia de la defensa española estuvo liderado por el galeón Carmen de Sancho Urdanivia, que fue separado de la formación principal por el viento y cañoneado por varios enemigos. Con todo, el bombardeo no reusltó decisivo, y tras un intenso combate los holandeses se dieron por vencidos y abandonaron definitivamente la contienda.
Aún en retirada y siendo superior, la flota neerlandesa siendo superior perdió la ambición de un tercer ataque, ante lo cual Ibarra desafió al enemigo, deteniendo su escuadra para esperarles y hasta iluminando su barco de noche para indicar su posición. A los holandeses no se les volvió a ver más, su derrota ante un enemigo tan numéricamente inferior sembró la consternación en las Antillas no hispanas.

## Consecuencias
El 5 de septiembre Ibarra emprendió la navegación a Veracruz. La Flota llegó a puerto el 24 de septiembre de 1638, donde se desembarcaron los caudales y mercancías, y tras ello se realizaron grandes celebraciones en honor a la victoria.
Una vez que las naves fueron reparadas, zarparon el 25 de enero de 1639 dando escolta a la Flota de Nueva España del general Martín de Orbea y llegaron a Cádiz el 15 de julio. El Rey recompensó a Carlos Ibarra con los títulos de vizconde de Centenera y marqués de Taracena.